# Черномуровский
Черномуровский — хутор в Кавказском районе Краснодарского края.
Входит в состав сельского поселения им. М. Горького.

## География
Хутор расположен на правом берегу реки Челбас.

## Население
| 2002 | 2010 |
| ---- | ---- |
| 283  | ↘258 |

## Улицы
| - пер. Братский, - пер. Кубанский, - пер. Северный, | - ул. Красноармейская, - ул. Молодёжная. |